# دامير هادزوفيتش
دامير هادزوفيتش (بالدنماركية: Damir Hadžović؛ مواليد 8 أغسطس 1986) هو مُقاتل فنون قتالية مختلطة دانمركي من أصل بوسني يُنافس في فئة الوزن الخفيف في يو إف سي.

## سجل فنون القتال المختلطة
| السجل المهني |        |         |
| 21 نزال      | 14 فوز | 7 خسارة |
| ضربة قاضية   | 7      | 1       |
| إخضاع        | 3      | 1       |
| قرار القضاة  | 4      | 5       |

## وصلات خارجية
لا توجد روابط لمواقع التواصل الاجتماعي.

- دامير هادزوفيتش على موقع يو إف سي (الإنجليزية)
- دامير هادزوفيتش على موقع شيردوغ (الإنجليزية)